# Saltsburg
Saltsburg és una població dels Estats Units a l'estat de Pennsilvània. Segons el cens del 2000 tenia 955 habitants.

## Demografia
Segons el cens del 2000, Saltsburg tenia 955 habitants, 406 habitatges, i 261 famílies. La densitat de població era de 1.755,8 habitants/km².
Dels 406 habitatges en un 30% hi vivien nens de menys de 18 anys, en un 48,8% hi vivien parelles casades, en un 11,6% dones solteres, i en un 35,7% no eren unitats familiars. En el 33,5% dels habitatges hi vivien persones soles el 19,7% de les quals corresponia a persones de 65 anys o més que vivien soles. El nombre mitjà de persones vivint en cada habitatge era de 2,33 i el nombre mitjà de persones que vivien en cada família era de 2,97.
Per edats la població es repartia de la següent manera: un 25,4% tenia menys de 18 anys, un 7,3% entre 18 i 24, un 25,5% entre 25 i 44, un 22,7% de 45 a 60 i un 19% 65 anys o més.
L'edat mediana era de 38 anys. Per cada 100 dones de 18 o més anys hi havia 81,2 homes.
La renda mediana per habitatge era de 27.448$ i la renda mediana per família de 37.614$. Els homes tenien una renda mediana de 32.778$ mentre que les dones 24.688$. La renda per capita de la població era de 14.580$. Entorn de l'11,4% de les famílies i el 12,7% de la població estaven per davall del llindar de pobresa.

## Poblacions més properes
El següent diagrama mostra les poblacions més properes.